# Дворецька Вікторія Леонідівна
Вікторія Леонідівна Дворецька (позивний «Дика»; нар. 28 листопада 1992, селище Гребінки, Київська обл.) — українська громадська діячка та військовослужбовиця, ветеранка російсько-української війни. Активістка феміністичного руху Невидимий Батальйон Перша жінка в Україні, що офіційно отримала бойову військову спеціальність — командира механізованих підрозділів, з'єднань та частин (лютий 2016) і перша жінка, офіційно призначена на бойову командирську посаду (березень 2016).

## Життєпис

### Освіта
Вікторія Дворецька здобула вищу освіту в Державному торговельно-економічному університеті. У 2016 року отримала ступінь магістра за спеціальністю «менеджмент зовнішньоекономічної діяльності».
У 2016 році закінчила курси з підготовки офіцерів запасу Національного університету оборони України.
У 2023 році завершила програму pre-MBA «Лідерство» Бізнес-школи Міжнародного інституту менеджменту.

### Революція Гідності та війна
Дворецька брала участь у Революції Гідності у складі 39-ї жіночої сотні Самооборони Майдану. Після початку російської війни проти України в 2014 році, вона добровільно поїхала на фронт у підрозділ, що складався переважно з майданівців — батальйон «Айдар». Брала участь у боях за місто Щастя.
У червні 2014 року у боях за селище Металіст Луганської області отримала поранення. У складі групи розвідки з п'яти осіб виконувала завдання з зачистки території гольфклубу. Противник влаштував бійцям засідку. 2 год 40 хв вони тримали оборону до приходу підкріплення. Дворецька отримала осколкове поранення у ногу, контузію. Після відновлення близько пів року займалася в підрозділі пошуком, ідентифікацією тіл загиблих, організаційним супроводом, допомогою родинам полеглих з оформленням документів.
Надалі була призначена т.в.о. командира диверсійно-розвідувальної роти. Підрозділ із боями утримував опорний пункт «Фасад» та 29-й блокпост. 
Демобілізувалася влітку 2015 року, але вже 2016-го повернулася до «Айдару», уклавши контракт зі Збройними силами. Командувала ротою вогневої підтримки і ротним опорним пунктом. Під її керівництвом підрозділ воював рік під Оленівкою і 7 місяців на Світлодарській дузі у Донецькій області. У 2017—2018 роках викладала загальновійськові дисципліни в 169-му Навчальному центрі «Десна». Потім служила у Центрі морально-психологічного забезпечення ЗСУ.
Загалом Вікторія Дворецька була військовослужбовицею сім років, із них майже чотири — безпосередньо на фронті. Вийшла в запас 2021 року у званні старшого лейтенанта.

### Феміністичний рух
У 2014 році українське законодавство забороняло жінкам обіймати у Збройних силах бойові посади. Вікторія Дворецька служила у розвідці батальйону «Айдар», але була оформлена діловодкою, а після підвищення до молодшого сержанта — начальницею польової лазні, хоча виконувала обов'язки заступниці командира роти. 2015 року завершила службу через неможливість професійного зростання й офіційного визнання свого статусу.
Після демобілізації долучилася до національної і міжнародної адвокаційної кампанії «Невидимий батальйон». Домагалася зміни законодавства, що не дозволяло жінкам обіймати бойові посади в армії. Зокрема, у вересні 2015 року виступила на семінарі «Роль жінок і гендерна політика у вирішенні воєнного конфлікту в Україні», організованому італійським аналітичним центром Istituto Affari Internazionali, Центром «Розвиток демократії» та програмою НАТО Science for Peace and Security.
У лютому 2016 року Вікторія Дворецька закінчила курси з підготовки офіцерів запасу Національного університету оборони України і стала першою жінкою в Україні, що отримала бойову військову спеціальність — командира механізованих підрозділів, з'єднань та частин. У березні того ж року повернулася на службу в «Айдар» і стала першою жінкою, офіційно призначеною на бойову командирську посаду.

### Діяльність у секторі безпеки і оборони поза ЗСУ

#### Фонд «Повернись живим»
У 2021—2022 роках Вікторія Дворецька очолювала ветеранський відділ Фонду компетентної допомоги армії «Повернись живим». Долучалася до розробки стратегії Міністерства в справах ветеранів із підтримки ветеранського підприємництва. Брала участь в організації 2022 року виступу збірної українських ветеранів на міжнародних спортивних змаганнях Invictus Games у Нідерландах.
З літа 2022 року очолила інструкторський відділ фонду . Фахівці відділу навчають військових веденню вогню із закритих позицій, мінній безпеці, снайпінгу, керуванню безпілотниками, домедичній допомозі.
Вікторія Дворецька також була керівницею низки проєктів Фонду. У рамках ініціативи «Нам тут жити» у 2023—2024 роках транспортом і обладнанням забезпечили 146 інженерно-саперних груп Сил підтримки Збройних сил України. Дворецька працювала над створенням у Сухопутних військах ЗСУ Школи підготовки спеціалістів безпілотних авіаційних комплексів «Ятаган».

#### Офіс підтримки змін МОУ
З січня 2025 року Вікторія Дворецька стала експерткою Офісу підтримки змін Міністерства оборони України. Брала участь у дослідженні досвіду впровадження адаптаційного періоду у бригадах Сил оборони України після базової загальновійськової підготовки новобранців у навчальних центрах.

### Особисте життя
Неодружена. Має сина.